# 外燃機関
外燃機関（、英: external combustion engine）は、機関内部にある気体を機関外部の熱源で加熱・冷却により膨張・収縮させることにより、熱エネルギーを運動エネルギーに変換する機関のこと。原動機のうち、燃焼ガスを直接作動流体として用いない熱機関を指す。対して、作動流体として用いるものは内燃機関と呼ばれる。

実用的な最初の外燃機関であるニューコメンの蒸気機関。機関外部に熱源があり、作動流体は水（水蒸気）である。

代表的なものとして、蒸気機関・蒸気タービン・スターリングエンジンがある。

## 内燃機関との比較
外燃機関において、熱エネルギーから運動エネルギーに変換する過程で作用するものを動作気体、動作ガス、作動流体という。例えば蒸気タービンでは水を沸かしてその蒸気でタービンを回して機械的エネルギー（動力）を得るから、蒸気が蒸気機関における動作気体である。
内燃機関と比較した場合、熱源が外部にあるため燃料の形態（気体・液体・固体）による選択肢が広く、最適な条件で燃焼させられるため、大気汚染物質の排出を抑えやすい。また、化石燃料（石油・天然ガスなど）だけでなく原子力・地熱・太陽光など多種多様の熱源を利用できる（例えば蒸気機関車は石炭・重油といった化石燃料の他に薪やバガスも燃料にできる）。また、内燃機関に比べ作動音が比較的静かである。
産業革命を引き起こす原動力となった外燃機関であったが、やがて輸送機械を中心にガソリンエンジンなどの内燃機関に取って代わられた。外燃機関は小型化・軽量化が難しく、パワーウェイトレシオが小さい（重量がかさむ割に力が小さい）ため、輸送機械には向かないからである。ことレシプロ式の蒸気機関に限れば、蒸気機関車などにわずかに残るのみとなってしまった。
しかし、大型の蒸気機関については現代でも積極的に利用されている。たとえば火力発電所と原子力発電所は蒸気タービンで発電する汽力発電であり、高い熱効率を実現している。これらで用いられる蒸気タービンの熱効率は理論熱サイクルの限界に近い物がある。また外燃機関の一種であるスターリングエンジンはカルノーサイクルに最も近い動作が可能で、その熱効率の高さから一部の通常動力型潜水艦で非大気依存推進（AIP）に用いられている。

## コンバインドサイクル発電
コンバインドサイクル発電は内燃機関の廃熱を外燃機関の熱源として利用することで熱効率を高める発電方法である。